# Gymnoascus alatosporus
Gymnoascus alatosporus är en svampart som beskrevs av Natarajan 1972. Gymnoascus alatosporus ingår i släktet Gymnoascus och familjen Gymnoascaceae.   Inga underarter finns listade i Catalogue of Life.